# Říše Ťin (1115–1234)
Říše Ťin (čínsky v českém přepisu Ťin Kuo, pchin-jinem Jīn Guó, znaky zjednodušené 金国, tradiční 金國, mongolsky Altan Ulus); plným názvem Velká Ťin (čínsky v českém přepisu Ta Ťin, pchin-jinem Dà Jīn, znaky 大金) byl džürčenský, později džürčensko-čínský stát v dnešním Mandžusku a severní Číně existující ve 12. a 13. století.

## Politická historie

### Počátky
Říši Ťin založil roku 1115 v severním Mandžusku přední džürčenský kmenový vůdce Aguda z klanu Wanjen (čínsky v českém přepisu Wan-jen A-ku-ta, pchin-jinem wányán āgǔdǎ, znaky 完顏阿骨打). Džürčenové uhájili svoji samostatnost v boji proti kitanské říši Liao, která ovládala Mandžusko a části severní Číny. Roku 1121 zesílivší Džürčeni uzavřeli protikitanské spojenectví s čínskou říší Sung. Zatímco útok sungských vojsk z jihu na říši Liao nebyl úspěšný, ťinské armády rozbily liaoské oddíly a do roku 1125 zničily říši Liao. Většina Kitanů byla podrobena, část jich s některými mongolskými rody ustoupila do střední Asie, kde založila říši Karakitanů.
Roku 1125, po smrti Agudy, Džürčeni vypověděli spojenectví s říší Sung a zaútočili na ni. V lednu 1127 ťinská armáda dobyla a vyplenila sungské hlavní město Pien-ťing (dnes Kchaj-feng), přičemž zajala sungského excísaře Chuej-cunga a císaře Čchin-cunga. Po pádu metropole Sungové přenesli hlavní město do Lin-anu (dnes Chang-čou) a válka pokračovala do roku 1141, kdy byla uzavřena mírová dohoda. V dohodě se říše Sung vzdala území severně od řeky Chuaj, zavázala se k placení každoročním odvodům stříbra a hedvábí a popravě generála Jüe Feje.

### Rozmach říše

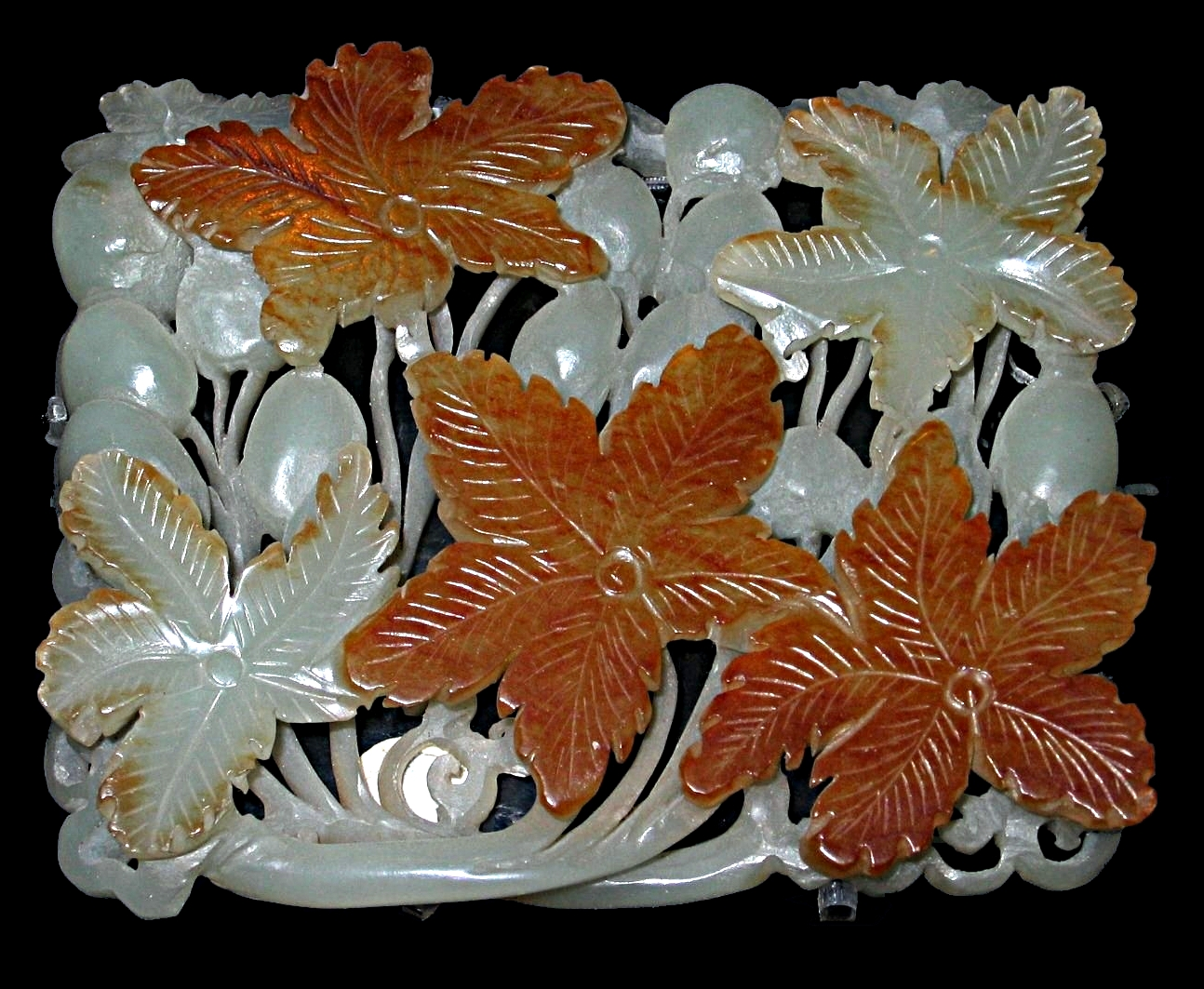
Jadeitový šperk, říše Ťin. Uloženo v Šanghajském muzeu.

Po dobytí severní Číny se říše Ťin postupně počínšťovala. Kolem tří miliónů lidí, z poloviny Džürčenů, během následujících dvou desetiletí přesídlilo na jih do severní Číny. Tato menšina vládla třiceti miliónům obyvatel říše. Džürčeni dostali půdu a byli organizování po stovkách a tisících domácností (sto domácností se nazývalo mou-kche, deset mou-kche pak meng-an). Mnoho z nich se spříznilo s Číňany, přestože pro džürčenskou elitu platil do roku 1191 zákaz smíšených sňatků. Po smrti císaře Tchaj-cunga roku 1135 následovali na trůnu tři Agudovi vnuci pocházející od třech jeho synů. Mladý císař Si-cung (vládl 1135–1149) studoval čínské klasiky a psal poezii. I když převzal čínskou kulturu, říši nadále vládla džürčenská elita.
Později se Si-cung obrátil k alkoholu a popravil řadu úředníků za kritiku jeho panování, nešetřil ani příslušníky svého klanu Wanjen. Roku 1149 byl zavražděn spiknutím příbuzných a dvořanů, kteří dosadili na trůn jeho bratrance Wan-jen Lianga. Krutou zahraniční i vnitřní politiku Wan-jen Lianga ocenili jeho nástupci posmrtným zbavením císařské hodnosti. Historici ho proto připomínají posmrtným jménem „král Chaj-ling“.
Jako uzurpátor se Chaj-ling snažil legitimizovat svou vládu. Roku 1153 přesunul první hlavní město říše z Chuej-ningu v severním Mandžusku (jižně od Charbinu) do bývalé liaoské metropole Jen-ťingu (dnešní Peking). O čtyři roky později (1157), aby zdůraznil trvalost přesunu, srovnal se zemí paláce v Chuej-ningu. Chaj-ling také obnovil bývalou sungskou metropoli Pien-ling (dnešní Kchaj-feng) a udělal jej jižním hlavním městem říše. Rovněž se vypořádal z opozicí, když popravil 155 džürčenských knížat.

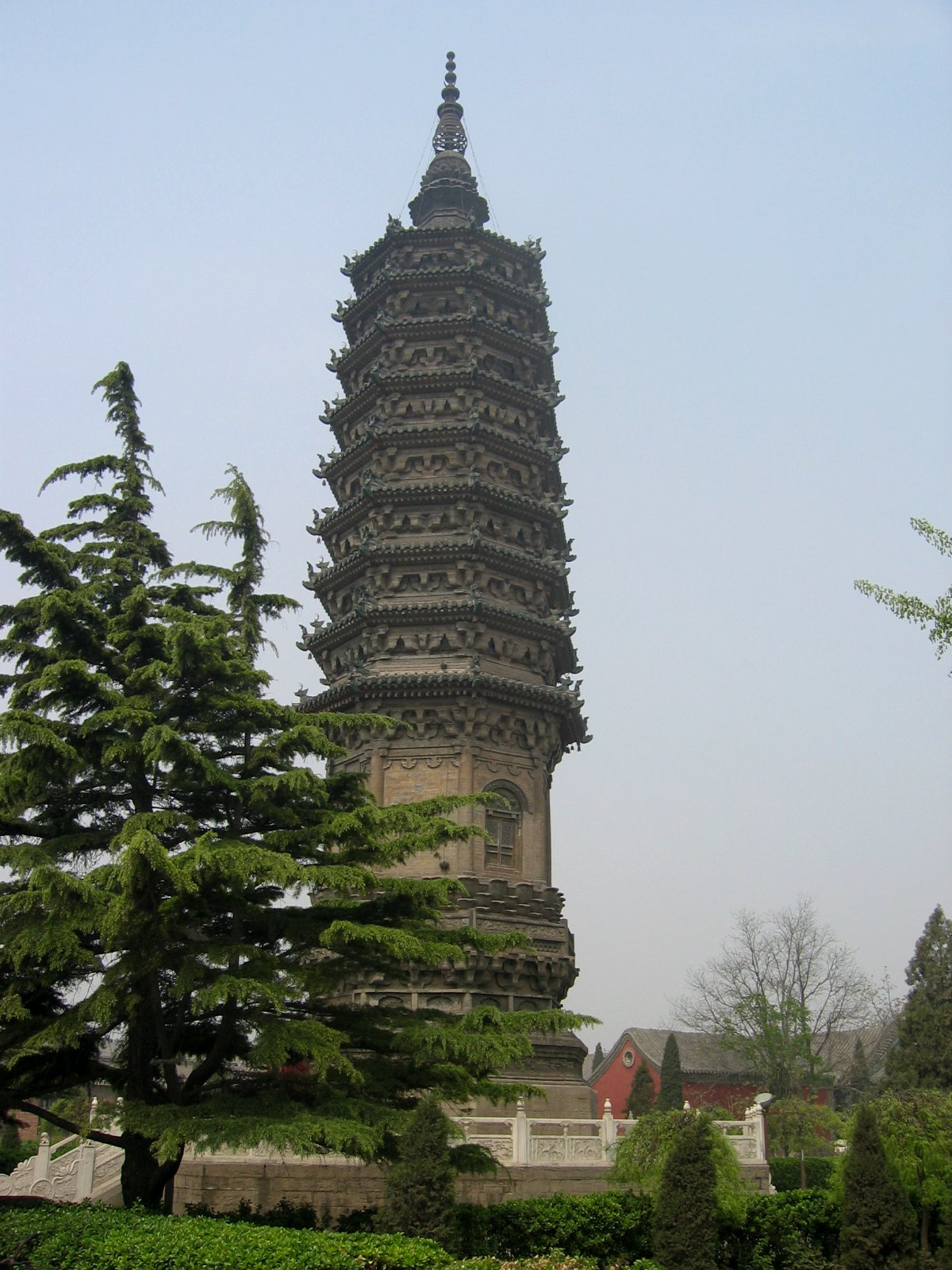
Pagoda Čcheng-ling v Čeng-tingu, provincie Che-pej. Postavena v letech 1161–1189.

Ve snaze o uskutečnění svého snu o vládě nad celou Čínou zaútočil Chaj-lin roku 1161 na říši Jižní Sung. Nicméně v Mandžusku vzplála současně dvě povstání: jedno džürčenské, vedené jeho bratrancem, brzy korunovaným na císaře Š’-cunga a druhé kitanské. Chaj-linga armáda byla zatím poražena Sungy v říční bitvě u Cchaj-š’ a námořní bitvě u Tchang-tao. V prosinci 1161 byl Chaj-ling zavražděn vlastními generály. Jeho syn a dědic byl zabit v hlavním městě.

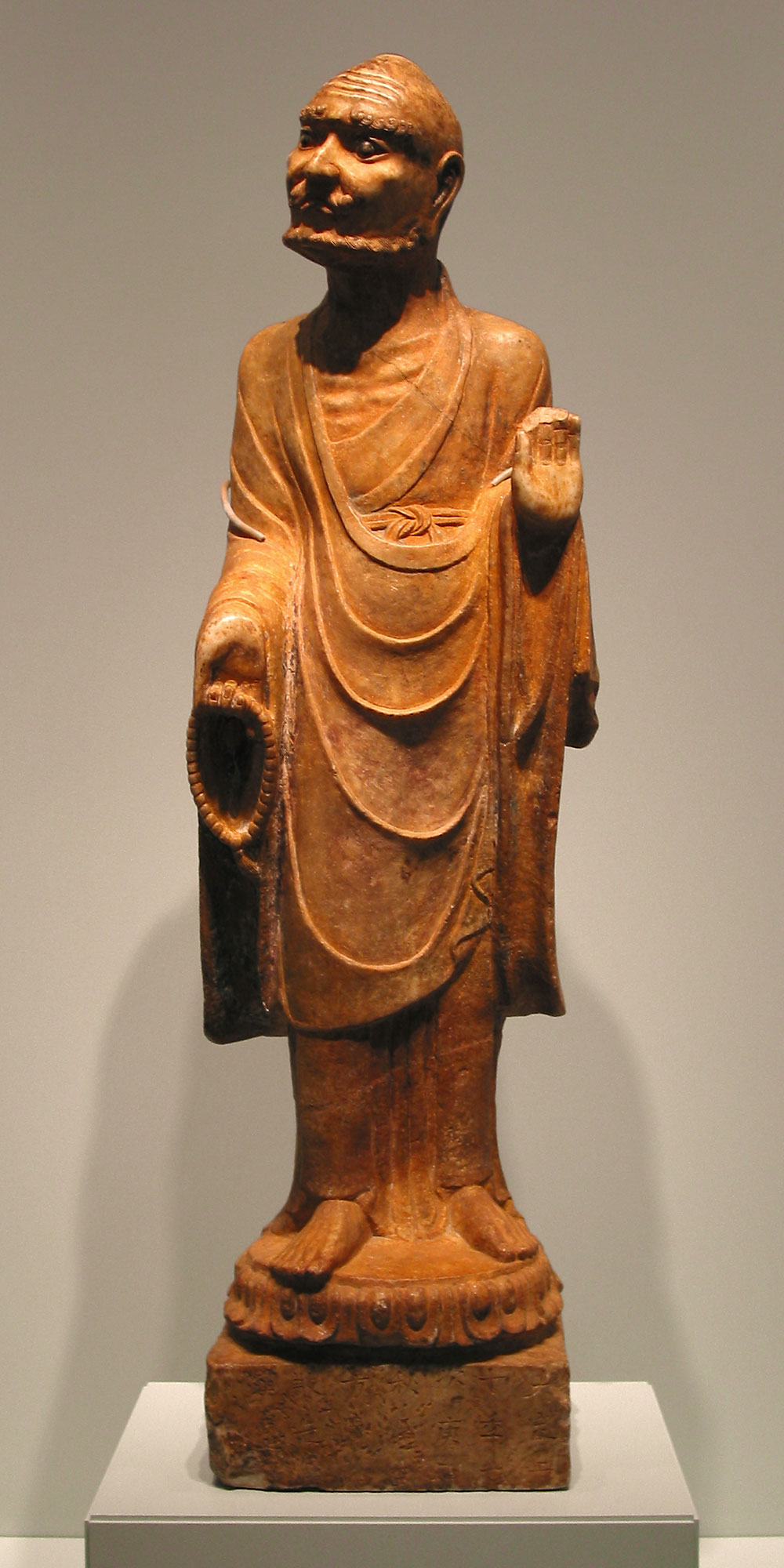
Mramorová socha buddhistického mnicha, ťinské období, 1180

Nový císař Š'-cung byl korunován už v říjnu 1161, ale všeobecně byl uznán až po vraždě Chaj-lingova dědice. Boje s Kitany se protáhly do roku 1164, po porážce byli povstalcům zabaveni koně, takže jim nezbylo než se věnovat zemědělství. Další Kitani (a Tatabové) však tvořili část jezdectva ťinské armády. Boje na severu oslabily říši Ťin, císař Š'-cung proto roku 1164 podepsal mírovou dohodu s říší Sung. Dohoda éry Lung-sing byla počátkem více než čtyřicet let trvajícího míru mezi oběma státy.
Začátkem 80. let 12. století Š’-cung reorganizoval dvě stě jednotek meng-an, aby odstranil nespravedlnosti v rozdělení daní doléhající na Džürčeny. Podporoval růst zemědělství, říše prosperovala a vláda nehromadila značné zásoby obilí. Císař znal čínská klasická díla, byl však znám i podporou džürčenské kultury a jazyka. Za jeho vlády byla čínská díla překládána do řeči Džürčenů, založena Státní džürčenská akademie a zavedeny úřednické zkoušky v džürčenštině. Š’-cungova vláda byla potomky vzpomínána jako období míru a prosperity a císař srovnáván s legendárními vládci Jaoem a Šunem.
Š’-cungův vnuk, císař Čang-cung (vládl 1189–1208) ctil džürčenské hodnoty, ale obdivoval i čínskou kulturu a jeho manželkou se stala Číňanka. Roku 1201 vyhlásil Zákoník [éry] Tchaj-che založený na tchangském zákoníku. Roku 1207 zaútočili na říši Ťin Sungoové, ale připravená ťinská armáda je rychle porazila. Sungský správce S’-čchuanu přešel na ťinskou stranu, sungské oddíly však brzy znovu připojily k říši. V mírové smlouvě, uzavřené roku 1208, říše Sung souhlasila s odváděním ročního poplatku a stětím Chan Tchuo-čoua, vůdce válečné strany na sungském dvoře.

### Pád říše
Od počátku 13. století byla říše Ťin pod tlakem Mongolské říše. Čingischán nejdříve (1205) vedl Mongoly proti Tangutům a o čtyři roky později je porazil. Roku 1211 kolem 50 tisíc mongolských jezdců zaútočilo na ťinskou říši, přičemž získali na svou stranu i Kitany a džürčenské nespokojence. Ťinská armáda měla půl miliónu mužů se 150 tisíci jezdci, ale ustoupila ze Západního hlavního města (dnešního Ta-tchungu). Další rok Mongolové vytáhli na sever a vyrabovali ťinské Východní hlavní město. Roku 1213 oblehli Střední hlavní město (Čung-tu, dnešní Peking). Následující rok souhlasili Ťinové s mírem. Vzápětí císař Süan-cung opustil Čung-tu a přesídlil do Jižního hlavního města (dnešní Kchaj-feng).
Roku 1216 bojechtivá frakce dvora přesvědčila císaře k útoku na říši Sung, ale roku 1219 byla ťinská armáda poražena na Jang-c’-ťiang, na stejném místě, kde utrpěl porážku Chaj-ling roku 1161. Ťinové nyní vedli válku na dvou frontách, kterou si nemohli dovolit. Navíc císař Aj-cung vyhrál boj o nástupnictví nad svým bratrem, rychle ukončil boje a vrátil se do hlavního města. Uzavřel mír s Tanguty, spojenci Mongolů.
Roku 1227 zemřel Čingischán na tažení proti Tangutům. Jeho syn Ögödej roku 1232 zaútočil na říši Ťin s pomocí Jižních Sungů. Džürčenové se bránili, ale když mongolská armáda zaútočila na Kchaj-feng, Aj-cung uprchl na jih. Mongolsko-sungští spojenci roku 1233 vydrancovali ťinskou metropoli. Následující rok Aj-cung spáchal sebevraždu, aby se vyhnul zajetí a říše Ťin zanikla. O její území se podělily mongolská a sungská říše. Nicméně mongolsko-sungské územní spory o bývalé ťinské země vedly k nové válce.

## Ťinské vojenství

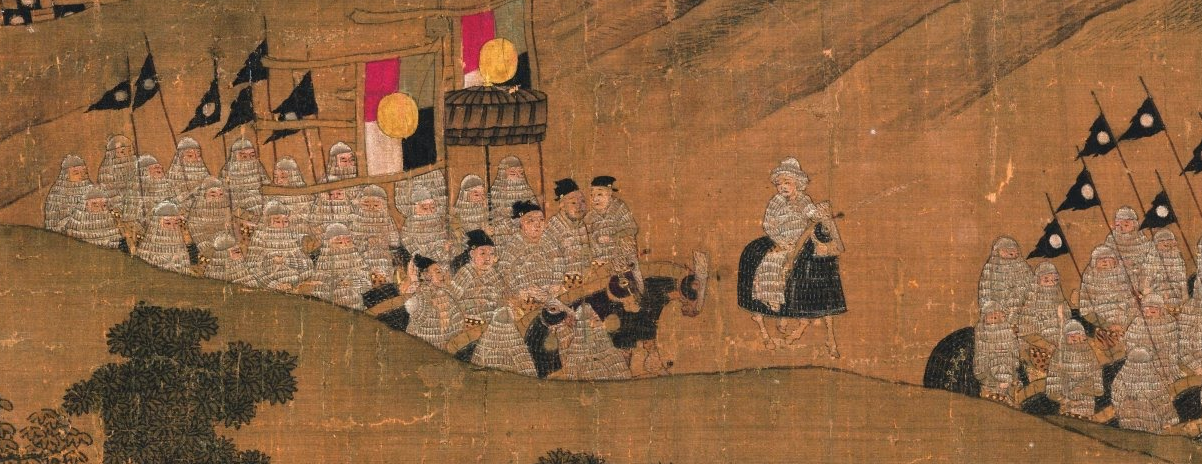
Džürčenští jezdci

Soudobí čínští autoři připisovali džürčenský úspěch ve válkách s říšemi Liao a Sung především džürčenskému jezdectvu. Už během Agudova povstání proti Liao se jeho vojsko skládalo především z jízdy. Taktika džürčenských jezdců byla odvozena od jejich loveckých návyků. Džürčenská jízda byla těžká, opancéřovaná, někdy byly koně v oddílu k sobě připoutáni řetězy (拐子马, kuaj-c' ma).
Po porážce a obsazení říše Liao a dobytí severní Číny na říši Sung ťinská vláda začlenila do armády mnoho vojáků z dobytých území, Kitanů a Číňanů. Džürčeni převzali sungské zbraně, včetně obléhacích strojů a střelných zbraní. Při obléhání Kchaj-fengu roku 1233 se ťinská armáda bránila Mongolům s použitím kanónů, granátů a raket; obléhání je považováno za první případ efektivního použití střelných zbraní, třebaže to nezabránilo ťinské porážce.
Na druhé straně Ťinové nijak nevynikali v říčním a námořním boji. Jak v letech 1129–30, tak i roku 1161 byly ťinské oddíly poraženy sungským loďstvem, přestože v druhém případě Ťinové vybudovali velké loďstvo postavené čínskými staviteli a vedené bývalými sungskými kapitány.

## Památka
Jméno říše Ťin zůstalo nadlouho v paměti Džürčenů. Po čtyřech staletích, roku 1616, vybral sjednotitel džürčenských kmenů Nurhači pro svůj stát opět jméno Ťin. Pro odlišení od původní říše Ťin jeho stát nazvali čínští historici Pozdní Ťin. Nurhačiho syn a nástupce Chuang Tchaj-ťi roku 1635 přejmenoval Džürčeny na Mandžuy a o rok později svůj stát na říši Čching.